# Хёрст, Майкл
Майкл Хёрст (англ. Michael Hurst, род. 20 сентября 1957, Ланкашир, Великобритания) — новозеландский актёр, режиссёр и сценарист, наиболее известный по роли Иолая в телесериале 1990-х годов «Удивительные странствия Геракла».

## Биография
Майкл Эрик Хёрст (англ. Michael Eric Hurst) родился в сентябре 1957 года в английском городе Ланкашир. Когда ему было семь лет, его семья, где Майкл был старшим из четырёх сыновей, переехала в новозеландский город Крайстчерч. Там он окончил среднюю школу, а затем в течение года учился в университете Кентербери.
На киноэкранах Хёрст дебютировал в 1981 году, а первую крупную роль сыграл в 1984 году в фильме «Буйство смерти», первом новозеландском фильме-сплэттере. Картина получила главный приз на фестивале фантастических фильмов в Париже, благодаря чему Хёрст впервые привлёк к себе внимание зрителей. В том же году он получил роль Дейва Нельсона в сериале «Герои», где он снимался в течение последующих двух лет.
В 1985 году Майкл впервые появился на киноэкранах со своей будущей женой Дженнифер Уорд-Лиланд в фильме «Опасные сироты», с которой до этого уже несколько раз играл вместе на театральной сцене. Их свадьба состоялась в 1988 году, после чего они ещё трижды снялись вместе в фильмах «След человека» (1992), «Отчаянные меры» (1993) и «Я сделаю тебя счастливым» (1999). В 1997 году Дженнифер родила их первого сына Джека, спустя два года у них родился ещё один мальчик, получивший имя Кэмерон.
Наибольшего успеха Майкл Хёрст достиг в 1994 году, когда исполнил роль Иолая в телефильме «Геракл и амазонки», который послужил началом для запуска популярного телесериала «Удивительные странствия Геракла». На протяжении всех лет съёмок с 1995 по 1999 год Хёрст был одним из основных персонажей в этом сериале, а также пару раз появился в той же роли в сериале «Зена — королева воинов». В 1995 году Хёрст выступил режиссёром двух эпизодов сериала о Геракле, за который в 1997 и в 1999 году стал обладателем Новозеландской кино- и телепремии. Его первым режиссёрским дебютом в полнометражном кино стала картина «Юбилей», вышедшая на экраны в 2000 году.
Одни из последних своих ролей Хёрст сыграл в фильмах «Татуировщик» (2007) и «Стервозные штучки» (2009), а также в телесериалах «Приключения Мэддиганов» (2005) и «Легенда об Искателе» (2009).
В 2003 году Майкл Хёрст стал лауреатом премии Художественного фонда Новой Зеландии. В 2005 году он был возведён в ранг офицера Ордена за заслуги перед Новой Зеландией за его вклад в кино и театр.
В 2010 году он сыграл небольшую роль в одной серии новозеландского комедийного сериала «Всемогущие Джонсоны» (англ. The Almighty Johnsons).
В последнее время Майкл работает режиссёром на съёмках сериалов «Спартак: Боги арены» и «Спартак: Кровь и песок», в последнем он исполнил эпизодическую роль римского вестника.

## Фильмография
| Год       |     | Русское название                         | Оригинальное название                                                | Роль                          |
| --------- | --- | ---------------------------------------- | -------------------------------------------------------------------- | ----------------------------- |
| 1981      | ф   |                                          | Prisoners                                                            | Sciano                        |
| 1982      | тф  |                                          | Casualties of Peace                                                  | Peter                         |
| 1984      | ф   |                                          | Constance                                                            | Photographer                  |
| 1984      | ф   | Буйство смерти                           | Death Warmed Up                                                      | Michael Tucker                |
| 1985—1992 | с   | Театр Рэя Брэдбери                       | The Ray Bradbury Theater                                             | Lt. Simmons                   |
| 1985      | с   |                                          | Hanlon                                                               | Defence Lawyer                |
| 1985      | ф   | Опасные сироты                           | Dangerous Orphans                                                    | Moir                          |
| 1992      | с   | Шортланд-стрит                           | Shortland Street                                                     | Greg Vicelich                 |
| 1992      | ф   |                                          | The Footstep Man                                                     | Henri de Toulouse-Lautrec     |
| 1993      | ф   | Отчаянные меры                           | Desperate Remedies                                                   | Willam Poyser                 |
| 1993      | тф  | Люди Тайфона                             | Typhon's People                                                      | Constantine                   |
| 1994      | тф  | Геракл и амазонки                        | Hercules and the Amazon Women                                        | Iolaus                        |
| 1994      | тф  | Геракл в подземном царстве               | Hercules in the Underworld                                           | Charon the Boatman            |
| 1994      | тф  | Геракл в пещере Минотавра                | Hercules in the Maze of the Minotaur                                 | Iolaus                        |
| 1995—1999 | с   | Удивительные странствия Геракла          | Hercules: The Legendary Journeys                                     | Iolaus                        |
| 1997      | тф  |                                          | Highwater                                                            | Hugh Chance                   |
| 1997      | кор |                                          | The Bar                                                              |                               |
| 1998      | в   | Геркулес и Зена: Битва за Олимп          | Hercules and Xena - The Animated Movie: The Battle for Mount Olympus | озвучка / Iolaus              |
| 1998      | в   | Юность Геракла                           | Young Hercules                                                       | Jeweler                       |
| 1998—1999 | с   | Молодость Геракла                        | Young Hercules                                                       | Charon                        |
| 1998      | кор |                                          | A Moment Passing                                                     | Joey                          |
| 1999      | ф   | Я сделаю тебя счастливым                 | I'll Make You Happy                                                  | Lou                           |
| 2000      | с   | Мастер на все руки                       | Jack of All Trades                                                   | Captain Nardo da Vinci        |
| 2000—2005 | с   | Андромеда                                | Andromeda                                                            | Ryan                          |
| 2001      | тф  |                                          | Love Mussel                                                          | Stephen Jessop                |
| 2001      | тф  |                                          | The Man Who Has Everything                                           | George Allwell                |
| 2002—2005 | с   | Матаку                                   | Mataku                                                               | Dr. Forbes                    |
| 2002      | кор |                                          | Honey                                                                | Nic                           |
| 2003—2004 | с   | Могучие рейнджеры: Ниндзя Шторм          | Power Rangers Ninja Storm                                            | Vexacus                       |
| 2003      | тф  |                                          | Murder on the Blade?                                                 | Defence lawyer                |
| 2004      | ф   | Перелом                                  | Fracture                                                             | Athol Peet                    |
| 2004      | кор |                                          | Hold the Anchovies                                                   | озвучка / Manager & Old Iraqi |
| 2005      | с   | Могучие Рейнджеры «К.П.Д.»               | Power Rangers S.P.D.                                                 | Silverhead                    |
| 2005—2006 | с   | Приключения Мэддиганов                   | Maddigan's Quest                                                     | Maska                         |
| 2006      | ф   | Остров сокровищ: Тайна морского чудовища | Treasure Island Kids: The Monster of Treasure Island                 | Ferry Pilot                   |
| 2007      | ф   | Последнее волшебное шоу                  | The Last Magic Show                                                  | Trevor Norton                 |
| 2007      | ф   |                                          | We're Here to Help                                                   | Rodney Hide                   |
| 2007      | ф   | Татуировщик                              | The Tattooist                                                        | Crash                         |
| 2008      | ф   |                                          | The Map Reader                                                       | Alison's father               |
| 2008—2010 | с   | Легенда об Искателе                      | Legend of the Seeker                                                 | Amfortas                      |
| 2009      | ф   | Стервозные штучки                        | Bitch Slap                                                           | Gage                          |
| 2009      | кор |                                          | Art That Moves                                                       | озвучка                       |
| 2010      | ф   |                                          | Hidden Apartheid: A Report on Caste Discrimination                   | озвучка                       |
| 2011—2013 | с   | Всемогущие Джонсоны                      | The Almighty Johnsons                                                | Kvasir                        |
| 2012      | с   | Изумление Окленда                        | Auckland Daze                                                        | Michael                       |
| 2012      | кор |                                          | Inorganic                                                            | Brett                         |
| 2014      | кор |                                          | Death Walks Into a Bar                                               | God of War                    |
| 2016      | ф   |                                          | The Other Side of Love                                               | Magic                         |